# Ernesto Dalgas
Ernesto Dalgas (født 22. juli 1871, død 11. juli 1899). Dansk forfatter og filosof, mest kendt for de filosofiske romaner Dommedags Bog og Lidelsens Vej.
Dalgas var søn af den berømte stifter af Det danske Hedeselskab Enrico Mylius Dalgas. Han blev født og voksede op i Aarhus. Den indadvendte tænksomme Ernesto Dalgas gik ikke godt i spænd med den udadvendte og aktive fader, og da han havde taget sin studentereksamen i 1889 var han ikke længe om at rejse til København for at læse til læge. 

## Universitetsstuderende
Under studierne i København blev Ernesto Dalgas mere og mere grebet af filosofi og litteratur, og da den filosofiske prisopgave i 1893 blev stillet under titlen  Autoritetsforholdets Væsen og etiske Betydning, besluttede Dalgas sig for at besvare den. Han vandt ikke prisen men fik rosende ord fra filosofiprofessor Harald Høffding. Dette fik Dalgas til at skifte studium til filosofi og lægge medicinen bag sig.
Sideløbende med studiet skrev Dalgas ihærdigt. Det drejede sig både om digte, romaner og filosofiske småskrifter. Dalgas fik dog aldrig færdiggjort sit filosofistudium, muligvis på grund af utilfredshed med studieordningen. I efteråret 1897 forlod Dalgas definitivt universitetet.

## Psykiske problemer
Dalgas havde længe lidt af tungsind og sjælelige kvaler, men det blev snart klart for ham at han led af en decideret psykisk sygdom, sandsynligvis maniodepressivitet. I de sidste år lod han sig flere gange indlægge, bl.a. på Risskov Sindssygehospital. Den 11. juli 1899 skød Ernesto Dalgas sig selv ved Damhussøen i København. Han havde da lige lagt sidste hånd på værket Kundskabens Bog, hvis efterskrift er et litterært testamente og et egentligt selvmordsbrev.

## Litterære produktion
Dalgas nåede kun at se to af sine mindre værker udgivet, Geografiske Digte og Krøniker og Æventyr begge i 1896, men han efterlod sig en større mængde manuskripter til vennen Axel Mielche. Denne sørgede for at få udgivet fire bind ud af disse papirer; Sangbog (1903), Lidelsens Vej (1903), Dommedags Bog (1903) og Digt og Skuespil (1904).
Især romanerne er dybt filosofiske og afspejler Ernesto Dalgas' eget forsøg på at finde en eksistentiel mening med livet. I Dommedags Bog vandrer hovedpersonen bogstaveligt talt mellem forskellige livsopfattelser, og synes til sidst at finde trøst i en slags buddhisme. Dalgas søgte selv gennem hele sit liv at finde en forbindelse mellem to overbevisinger, det metafysiske og det positivistiske. Han synes egentlig først at have fundet en afklaring i sit sidste skrift Kundskabens Bog, men vennen Axel Mielche fik aldrig besørget dette udgivet, det udkom først i 1995.

## Værkliste
- Geografiske Digte, 1896.
- Krøniker og Æventyr, 1896.
- Sangbog, 1903.
- Lidelsens Vej, 1903.
- Dommedags Bog, 1903.
- Digt og Skuespil, 1904.
- Noveller og fragmenter, 1942.
- Kundskabens Bog, 1995.